# يوليا تشيرموشانسكايا
يوليا إيغوريفنا تشيرموشانسكايا (بالروسية: Юлия Игоревна Чермошанская) هي عدائة مسافات قصيرة روسية ولدت في يوم 6 يناير 1986 في مدينة بريانسك في روسيا، إختصت بسباقات 200 م و400 متر، أبرز إنجازاتها هو فوزها بالميدالية الذهبية مع الفريق الروسي في سباق تتابع 4×400 متر في دورة الألعاب الأولمبية الصيفية 2008 في بكين في الصين.

## روابط خارجية
- يوليا تشيرموشانسكايا على موقع الاتحاد الدولي لألعاب القوى (الإنجليزية)
- يوليا تشيرموشانسكايا على موقع أوليمبيديا (الإنجليزية)